# Rivière Sabrevois
Pour les articles homonymes, voir Sabrevois.
La rivière Sabrevois est un tributaire de la rive-sud du fleuve Saint-Laurent, coulant dans la ville de Boucherville, dans la région administrative de la Montérégie, au sud-ouest de la province de Québec, au Canada.
La partie supérieure de ce cours d'eau traverse la zone agricole entre l'autoroute 30 et la route 132. Cette partie supérieure est surtout accessibles via le chemin du rang Lustucru. La partie inférieure passe zone urbaine de Boucherville en coupant la rue De Montbrun, le boulevard De Montarville et la route 132. 
La surface de la rivière est généralement gelée de la mi-décembre à la fin mars. La circulation sécuritaire sur la glace se fait généralement de fin décembre à début mars. Le niveau de l'eau de la rivière varie selon les saisons et les précipitations.

## Géographie
Les principaux bassins versants voisins de la rivière Sabrevois sont :
- côté nord : rivière aux Pins, rivière Saint-Charles, ruisseau du Pays Brûlé ;
- côté est : La Grande Décharge, ruisseau Narbonne ;
- côté sud :
- côté ouest : fleuve Saint-Laurent.

La rivière Sabrevois débute à côté du chemin de fer, en zone agricole dans la partie nord-est du territoire de la ville de Boucherville. Il est surtout alimenté par le ruisseau "Bras des Terres Jaunes". 
La rivière Sabrevois coule sur 6,5 km, avec une dénivellation de 16 m, selon les segment suivants :
- 2,8 km vers le sud-ouest en zone agricole, en recueillant le ruisseau Bras des Terres Noires (venant du nord), jusqu'à la rue De Montbrun ;
- 2,0 km vers le sud-ouest en zone urbaine en passant dans le Parc de Mortagne, en formant un crochet vers l'ouest, en passant dans le parc Sabrevois, et en passant du côté nord du parc Anne-Marie-Lemay, jusqu'à la rue De Montarville ;
- 1,7 km vers l'ouest en passant dans le parc du Bois-de-Brouage, en coupant la route 132 et en passant du côté sud du parc De La Broquerie, jusqu'à son embouchure[2].

L'embouchure de la rivière aux Pins est située sur la rive sud-est du fleuve Saint-Laurent, en face de l'île Sainte-Marguerite, soit à :
- 3,9 km à l'est de la rive de Pointe-aux-Trembles ;
- 5,5 km en amont de l'embouchure de la rivière aux Pins ;
- 2,7 km au nord du pont-tunnel Louis-Hippolyte-La Fontaine.

## Toponymie
Ce toponyme évoque la mémoire de Jacques-Charles de Sabrevois (Gamarde-les-Bains, France, vers 1667 ‑ Montréal, 1727), officier dans les troupes françaises, arrivé en Nouvelle-France en 1685. Sabrevois a été commandant à Détroit et au fort Chambly sous le régime français. Il a épousé Jeanne Boucher, fille de Pierre Boucher, seigneur de Boucherville.
Le toponyme rivière Sabrevois a été officialisé le 18 décembre 1986 à la Commission de toponymie du Québec.